# ليا دي ليو
ليا دي ليو (بالإيطالية: Lia Di Leo)‏ وِلِدت 17 أغسطس عام 1931 في تارانتو، بوليا بإيطاليا، وهي مُمثلة إيطالية قَديرة، اشتهرت في الخمسينيات من القرن العشرين.
وقد مَثلت في 18 فيلم وكان أول فيلم لها عام 1951 وأخر فيلم لها سنة 1956 ثم أعتزلت التمثيل.

## أفلامها
- الزوجة والثيران (1956)
- عيون بلا ضوء (1956)
- مغامرات كازانوفا (1955)
- برج Nesle (1955)
- لقد أخترت الحب (1954)
- الأشياء المجنونة (1954)
- الأزرار (1954)
- العائد من دون كاميلو (1953)
- مدام دي(1953)
- الشمس في عيني (1953)
- لحظة الحقيقة (1952)
- قناع أسود (1952)
- ألان المؤلف (1952)
- bandolero stanco (1952)
- Lorenzaccio (1951)
- الوضع Vadis (1951)[4]

## روابط خارجية
- ليا دي ليو على موقع IMDb (الإنجليزية)
- ليا دي ليو على موقع ألو سيني (الفرنسية)
- ليا دي ليو على موقع أول موفي (الإنجليزية)
- ليا دي ليو على موقع قاعدة بيانات الأفلام السويدية (السويدية)
- ليا دي ليو على موقع قاعدة بيانات الفيلم (الإنجليزية)
- ليا دي ليو على موقع كينوبويسك (الروسية)